# Phlugis virens
Phlugis virens är en insektsart som först beskrevs av Carl Peter Thunberg 1815.  Phlugis virens ingår i släktet Phlugis och familjen vårtbitare. Inga underarter finns listade i Catalogue of Life.